# Человек, который был Смертью
Человек, который был смертью — первая серия первого сезона американского телесериала-антологии «Байки из склепа», премьера которого состоялась 10 июня 1989 года на телеканале HBO. Серия была разработана на основе оригинального сюжета из комикса Crypt of Terror #17 (#1), выпущенного в апреле 1950 и положившего начало линейке одноименных комиксов.

## Описание
Тюремный палач Найлз Талбот (Уильям Сэдлер) теряет работу после отмены в штате смертной казни. Вскоре Найлз решает стать вигилантом и наказывать преступников, выпущенных на свободу системой правосудия.

## Сюжет
Заключенного Чарльза Ледбеттера, приговоренного к смертной казни, ведут на электрический стул. Тюремный палач Найлз Талбот объясняет, что несколько лет назад Ледбеттер рассматривал вопрос о повышении зарплаты, однако ему было отказано, так как он проработал на своей должности более 7 лет и не имел особых успехов. В приступе пьяной ярости Ледбеттер вытащил револьвер 45-го калибра и убил своего начальника и секретаря в процесс. Когда Ледбеттера сажают на электрический стул, он кричит: "Подождите! Просто подожди! Он позвонит! Губернатор позвонит! Стойте! Нет! Нет! Губернатор позвонит! Он должен! Он должен! По приказу начальника. Найлз щелкает выключателем и казнит Ледбеттера.
Найлз говорит зрителю, что он простой деревенский парень, но любит город. В начале своей карьеры он был электриком и устроился в тюрьму ремонтировать электрогенераторы. А через несколько лет стал палачом. Найлз заявляет, что ему нравится электричество потому что «Оно надежно». Говоря о методах казни, Найлз отвергает использование газовых камер или смертельных инъекций, как это делается во многих других штатах, утверждая, что это метод убийства бешеных или неизлечимо больных животных, таких как собаки или кошки. Для мужчины это должен был быть только электрический стул. Найлз идет в закусочную, где видит репортаж о споре по поводу смертной казни. Кто-то говорит, что если её запретить, то это повысит уровень преступности и приведёт кпереполненности тюрем. А кто-то, что смертная казнь так или иначе убийство.
Вскоре смертная казнь в штате оказывается под запретом, а Найлз теряет должность палача.
На следующий день байкер по имени Джимми Флад предстает перед судом за убийство. Он признан виновным, но оправдан на том основании, что ордер на арест был неправильно сформулирован. Найлз говорит, что ничего не имеет против байкеров, но Флад должен быть наказан. Ночью Найлз подключил металлические ворота к электрическим проводам, после чего Флад погиб, но все предположили, что это было вызвано упавшим телефонным проводом.
На следующем судебном процессе Теодор Карн и Синтия Болдуин предстали перед судом за убийство первой степени, однако были признаны невиновными. Найлз сообщает, что Карн изменял своей жене с Синтией, и о разводе не могло быть и речи, учитывая тот факт, что его жена полностью контролирует деньги. Поэтому он и Синтия организовали её убийство. Позже Найлз приходит в дом Карна, где находит пару в джакузи прежде чем убить их электрическим током. После неудавшегося покушения на стриптизершу Найлза арестовывают. Вскоре мораторий на смертную казнь отменяют, и бывший палач становится новой жертвой электрического стула.

## Открывающий сегмент
Перед началом истории Хранитель Склепа наблюдает за искряшейся инсектицидной лампой и говорит:
Эх, бедненькие. Когда я думаю об их детстве, обо всех этих милых маленьких личинках, хахахахаха. Наша история о человеке с куда более благородными амбициями. Ему нравилось уничтожать человеческих вредителей, и он делал это на глазах у публики. Это весело хахахаха. Так что пристегнитесь, дети, это настоящий шок»

## Заключительный сегмент
После окончания рассказа хранитель склепа, сидящий на электрическом стуле, заключает: 
Боже, какое отвратительное развитие событий и как оно отразилось на бедном Талботе. Эта история показывает, что происходит, когда вы слишком погружаетесь в свою работу.
Но не волнуйтесь. Я уверен, что он так и не узнал, сколько ватт получил. И помните, всегда соблюдайте меры предосторожности.
После этого скелет опускает рубильник, пропуская через себя потоки электричества.

## Адаптация
В общих чертах серия повторяет сюжет оригинального комикса Crypt of Terror #17 с некоторыми отличиями. Так, в сериале Найлз Талбот является обыкновенным тюремным плачём. В то время как на страницах комикса персонаж был известным экзекутером и периодически приглашался на проведение смертных казней в другие тюрьмы. Также в комиксе Найлз убивал в основном невинных людей, которые были оправданы судебной системой. В сериале жертвами линчевателя становились персоны, бывшие действительными преступниками. Помимо этого, в сериале был переработан образ жертв (за исключением Джимми Флуда). На протяжении всей серии Найлз (после потери работы) убил двоих мужчин и одну женщину, в то время как в комиксе все его жертвы были мужчинами.
В комиксе, также как и в сериале, Найлз предпочитал рассправлятся с предполагаемыми и явными преступниками при помощи электрических ловушек и прочих способов, также связанных с электричеством. Концовка обеих историй также схожа, но имеет отличия в деталях. В конце телевизионной адаптации, Найлз совершил покушение на жизнь стриптизерши, которая, как считалось, была причастна к убийству своего приятеля, традиционно пытаясь разобраться с ней посредством электричества, но попала в засаду, организованную полицией. В комиксе Талбот решил убить оправданную судом женщину по имени Бетти Бейтс, столкнув ее в наполненное водой корыто с электрическим проводом, но также попал в засаду и впоследствии был приговорен к смертной казни.

## Интересные факты
- Этот эпизод доступен на DVD Tales from the Crypt: The Complete First Season.

Этот эпизод вышел в эфир вместе с последующим эпизодом «Мирно дремлет старый дом».
- В этом эпизоде имя актера Рэймонда О’Коннора написано с ошибкой как Рэймонд О’Коннер.

Актриса Дженнифер Эванс указана как М. Дженнифер Эванс.
- Уолтер Хилл согласился взять Уильяма Сэдлера на главную роль только в том случае, если он сыграл бы её точно так же, как на прослушивании.
- Уильям Сэдлер изначально пробовался на роль детектива, который арестовывает Найлза Талбота, но на прослушивании спросил о пробах на роль Талбота. Директор по кастингу сообщил Сэдлеру, что они рассматривают на роль Кристофера Уокена или Джона Малковича. Тем не менее Сэдлеру разрешили пройти прослушивание, и в конце концов он был выбран на роль Талбота.
- Во время последнего покушения Найлз попытался убить танцовщицу в клетке электрическим током, подключившись к проводам, однако в реальности это не сработало бы, так как клетка была самым безопасным местом (клетка Фарадея).

## Роли
- Уильям Сэдлер — Найлз Талбот.
- Дэвид Вохи — надзиратель Хейверс.
- Рой Броксмит — Вик.
- Дж. В. Смит — Чарли Ледбеттер
- Геррит Грэм — Теодор Карн
- Дэни Минник — Синтия Болдуин
- Роберт Уинли — Джимми Флад.
- Лора Альберт — Стриптизерша.
- Тони Абатемарко — детектив
- Мими Кеннеди — Обезумевшая женщина.
- Ева Брент — судья № 1
- Эдгар Смолл — судья № 2
- Рэймонд О’Коннор — судья присяжных.
- Дженнифер Эванс — ведущая новостей.
- Патти (Патриция) Ясутаки — ведущая новостей #2.
- Кети Бентон — официантка
- Джули Энн Лукас — официантка #2
- Эд Дэфуско — новый палач.
- Джон Кассир — хранитель склепа (голос).